# Deniz Gül
Deniz Daniel Gül, född 2 juli 2004, är en svensk-turkisk fotbollsspelare (anfallare) som spelar för Porto.

## Klubblagskarriär
Deniz Gül började spela fotboll i moderklubben Stuvsta IF. Under ungdomsåren hann han även med att representera Segeltorps IF, IF Brommapojkarna, AIK och FC Djursholm innan han anslöt till Hammarby IF som 16-åring. Debutsäsongen i "Bajen" blev succéartad då Gül gjorde 25 mål och delade skytteligasegern i P17 Allsvenskan 2021. Inför sin andra säsong i klubben blev Gül upplyft till P19-laget. Där svarade han för 24 mål och vann skytteligan när Hammarby IF vann P19 Allsvenskan. Under hösten nobbade han också ett erbjudande från italienska Cagliari för att istället stanna i "Bajen". Vid årets slut utsågs Gül till Årets Unicoachanfallare, priset som tilldelas den bästa anfallaren i P19 Allsvenskan.
Gül skrev inför säsongen 2023 på ett treårskontrakt med Hammarby IF men matchades under året främst i samarbetsklubben Hammarby TFF i Ettan Norra. Trots att laget fajtades i botten av tabellen stod Gül för 14 mål på 23 framträdanden. Mot slutet av året fick han också chansen i Hammarby IF. Den 23 augusti 2023 kom tävlingsdebuten då Gül i den 83:e minuten bytte av Marcus Rafferty i 2-0-segern mot Hudiksvalls FF i Svenska Cupen. Två månader senare följde den allsvenska debuten då han hoppade in med 25 minuter kvar av att spela i Stockholmsderbyt mot Djurgårdens IF den 22 oktober 2023. Veckan därpå följde startdebuten i Allsvenskan när Gül fick chansen från start i 2-2-matchen mot IK Sirius, i första halvlek nickade Gül in 1-0 men målet blev bortdömt då lagkamraten Fredrik Hammar var i en offsideposition.
Den 24 augusti 2024 värvades Gül av Porto, där han skrev på ett femårskontrakt.

## Landslagskarriär
Deniz Gül har representerat Sveriges U19-landslag. Förutom Sverige har han även möjlighet att representera Turkiet.
Debuten i "Blågult" skedde den 22 mars 2023 i kvalet till U19-EM 2023 när Sverige förlorade med 0-1 mot Portugal. Han spelade alla tre kvalmatcher när Sverige misslyckades med att kvala in till mästerskapet. Den 16 november 2023 gjorde Gül sitt första landslagsmål i P20-landskampen mot Danmark.

## Statistik
| Klubb              | Säsong             | Liga               | Liga    | Liga | Nationell cup | Nationell cup | Internationell cup | Internationell cup | Totalt  | Totalt |
| Klubb              | Säsong             | Division           | Matcher | Mål  | Matcher       | Mål           | Matcher            | Mål                | Matcher | Mål    |
| ------------------ | ------------------ | ------------------ | ------- | ---- | ------------- | ------------- | ------------------ | ------------------ | ------- | ------ |
| Hammarby TFF       | 2023               | Ettan Norra        | 23      | 14   | 0             | 0             | —                  | —                  | 23      | 14     |
| Hammarby IF        | 2023               | Allsvenskan        | 3       | 0    | 1             | 0             | 0                  | 0                  | 4       | 0      |
| Hammarby IF        | 2024               | Allsvenskan        | 18      | 3    | 3             | 0             | 0                  | 0                  | 21      | 3      |
| Hammarby IF        | Totalt             | Totalt             | 21      | 3    | 4             | 0             | 0                  | 0                  | 25      | 3      |
| FC Porto           | 2024/2025          | Primeira Liga      | 2       | 1    | 1             | 0             | 2                  | 1                  | 5       | 2      |
| Totalt i karriären | Totalt i karriären | Totalt i karriären | 46      | 18   | 5             | 0             | 2                  | 1                  | 53      | 19     |

## Privatliv
Deniz Gül är uppvuxen i Stockholm. Hans mamma kommer från Sverige medan hans pappa kommer från Turkiet.